# 国鉄タム4000形貨車
国鉄タム4000形貨車（こくてつタム4000がたかしゃ）は、かつて鉄道省、日本国有鉄道（国鉄）及び1987年（昭和62年）4月の国鉄分割民営化後は日本貨物鉄道（JR貨物）に在籍した私有貨車（タンク車）である。

## タム4000形
タム4000形は、石油類（除ガソリン）専用の15 t 積二軸貨車である。
1937年（昭和12年）9月17日から1961年（昭和36年）5月4日にかけて90両（タム4000 - タム4089）が汽車製造、鉄道車輛工業、飯野重工業、東洋レーヨン、ナニワ工機、造機車輌、三原車輌、川崎車輛、新潟鐵工所にて製作、又は改造編入された。
戦後の一時期に製作された車の中には戦災復旧車も含まれていたため、形態は多種多様であった。
落成当時の所有者は、三井物産、成沢精油所、昭和石油、出光興産、ゼネラル物産、大協石油、東京貿易、歴世砿油、日本石油であった。
1968年（昭和43年）10月1日ダイヤ改正に伴う最高速度75 km/h化への対応として、走り装置の（一段）リンク式から二段リンク式への改造が行われたが、同年8月に改造に漏れた4両がタム24000形に改称された（後述）。
1979年（昭和54年）10月より化成品分類番号「燃31」（燃焼性の物質、引火性液体、危険性度合2（中））が標記された。
タンク体は普通鋼製の直胴タイプで、キセ（外板）なしドーム付きタンク車であり、荷役方式はマンホールによる上入れ、吐出管による下出し式である。
塗色は、黒であり、ロットによる多少の違いはあるが全長は8,100 mm、全幅は2,225 mm、全高は3,790 mm、軸距は3,800 mm - 4,200 mm、自重は10.1 t - 11.1 t、換算両数は積車2.4、空車1.0、最高運転速度は65 km/h→75 km/h、車軸は12 t長軸であった。
1987年（昭和62年）4月に最後まで在籍した1両（タム4084）が廃車になり、形式消滅した。

### 年度別製造数
各年度による製造会社と両数、所有者は次のとおりである。（所有者は落成時の社名）
- 昭和12年度 - 6両
  - 汽車製造 6両 三井物産（タム4000 - タム4005）
- 昭和24年度 - 48両
  -  ? 3両 成沢精油所（タム4006 - タム4008）
  - 鉄道車両 2両 昭和石油（タム4009 - タム4010）
  - 飯野重工業 4両 昭和石油（タム4011 - タム4014）
  -  ? 4両 出光興産（タム4015 - タム4018）
  - 東洋レーヨン 5両 出光興産（タム4019 - タム4023）
  -  ? 1両 ゼネラル物産（タム4024）
  - 鉄道車両（改造所） 1両 昭和石油（タム4025 : タム500形（タム2533）よりの改造年度、種車は昭和24年度鉄道車両製）
  - 汽車製造 11両 昭和石油（タム4026 - タム4036）
  - 日本鋼管 1両 ゼネラル物産（タム4037）
  - 東洋レーヨン 10両 昭和石油（タム4038 - タム4047）
  -  ? 6両 ゼネラル物産（タム4048 - タム4053）
- 昭和25年度 - 11両
  - 飯野重工 2両 ゼネラル物産（タム4054 - タム4055）
  - 日本鋼管 2両 ゼネラル物産（タム4056 - タム4057）
  - 東洋レーヨン 5両 昭和石油（タム4058 - タム4062）
  -  ? 1両 ゼネラル物産（タム4063）
  - 鉄道車両 1両 大協石油（タム4064）
- 昭和26年度 - 8両
  - ナニワ工機 4両 ゼネラル物産（タム4065 - タム4066、タム4071 - タム4072）
  - 飯野重工 3両 ゼネラル物産（タム4067 - タム4069）
  - 造機車輌 1両 ゼネラル物産（タム4070）
- 昭和27年度 - 3両
  -  ? 3両 ゼネラル物産（タム4073 - タム4075）
- 昭和29年度 - 3両
  - 三原車輌 3両 東京貿易（タム4076 - タム4078）
- 昭和35年度 - 1両
  - 川崎車輌 1両 歴世砿油（タム4079）
- 昭和36年度 - 10両
  - 新潟鉄工所 10両 日本石油（タム4080 - タム4089）

## タム24000形
タム24000形は石油類専用の15 t積みタンク私有貨車である。
当初タム4000形の軸ばね支持装置は（一段）リンク式であったが、貨物列車の最高速度引き上げが行われた1968年（昭和43年）10月1日ダイヤ改正対応のため、大半の車は二段リンク式に改造されたが、4両（タム4004、タム4019、タム4066、タム4067）の未改造の車が残り、区別のため別形式としたのが本形式である。改造内容は標記類の書き換え以外なにもなく、むしろ当形式の方が本来のタム4000形ともいえる。
車番はタム24000、タム24001..とはならず、原番号に20000を加えたタム24004、タム24019、タム24066、タム24067となった。
所有者は共同石油、出光興産、ゼネラル石油であった。
運用上速度指定65km/h識別のための黄色（黄1号）の帯を巻かれ、通常ならば「ロタム」となるべきところ「ロ」を丸でかこんだ通称「マルロ」で標記された。「マルロ」の意味は北海道内専用、速度指定65km/h車の意味である。北海道内専用の徹底を図るため黄色文字で「道外禁止」と標記した。
全長は8,800 mm、自重は11.1 t、換算両数は積車2.4、空車1.0、最高運転速度は65 km/h、車軸は12 t長軸であった。
最後まで在籍した2両（タム24066、タム24067）が、1977年（昭和52年）11月4日に廃車になり、形式消滅した。